# Citoplasma
El citoplasma es la parte del protoplasma en una célula eucariota y procariota que se encuentra entre el núcleo celular y la membrana plasmática. Consiste en una dispersión coloidal muy fina de aspecto granuloso, el citosol o hialoplasma, y en una diversidad de orgánulos celulares que desempeñan diferentes funciones.
Su función es albergar los orgánulos celulares y contribuir al movimiento de estos. El citosol es la sede de muchos de los procesos metabólicos que se dan en las células.
El citoplasma se divide en ocasiones en una región externa gelatinosa, cercana a la membrana, e implicada en el movimiento celular, que se denomina ectoplasma; y una parte interna más fluida que recibe el nombre de endoplasma y donde se encuentran la mayoría de los orgánulos. El citoplasma se encuentra tanto en células procariotas como en eucariotas, y en él se encuentran varios nutrientes que lograron atravesar la membrana plasmática, llegando de esta forma a los orgánulos de la célula.
El citoplasma de las células eucariotas está subdividido por una red de membranas (retículo endoplasmático liso y retículo endoplasmático rugoso) que sirven como superficie de trabajo para muchas de sus actividades bioquímicas.
El retículo endoplasmático rugoso está presente en todas las células eucariotas (inexistente en las procariotas) y predomina en aquellas que fabrican grandes cantidades de proteínas para exportar. Es continuo con la membrana externa de la envoltura nuclear, que también tiene ribosomas adheridos.

## Citoesqueleto
En el citoplasma existe una red de filamentos proteicos del núcleo que le confieren forma y organización interna a la célula y permiten su movimiento. Estos filamentos forman el citoesqueleto, que es una red de elementos fibrosos, que brindan soporte y forma a la célula y la deja dirigir el movimiento. Existen varios tipos de filamentos:
- Microfilamento o filamentos de actina, típicos de las células musculares.
- Microtúbulo, que aparecen dispersos en el hialoplasma o forman estructuras más complejas, como el huso acromático.
- Filamentos intermedios como los filamentos de queratina típicos de las células epidérmicas.

A su vez, estas estructuras mantienen relación con polímeros de proteínas, y originan otras estructuras más complejas y estables como los sarcómeros. Asimismo, son responsables del movimiento celular.

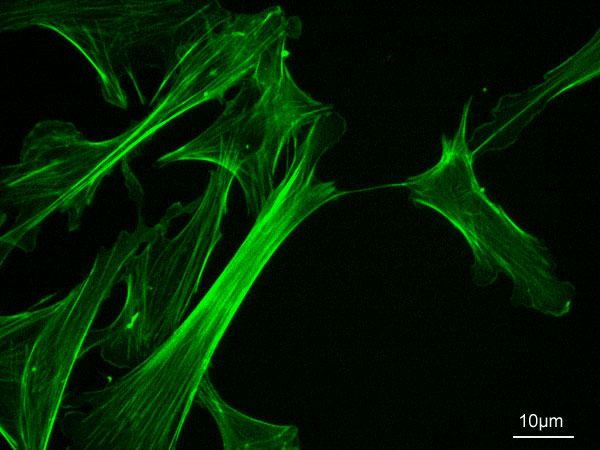
Citoesqueleto de fibroblastos del embrión de un ratón.

## Citosol
El medio intracelular está formado por una solución líquida denominada hialoplasma o citosol. Los orgánulos están contenidos en una matriz citoplasmática. Esta matriz es la denominada citosol o hialoplasma. Es un material acuoso que es una solución o suspensión de biomoléculas vitales celulares. Muchos procesos bioquímicos, incluyendo la glucólisis, ocurren en el citosol.
En una célula eucariota, puede ocupar entre un 50 % a un 80 % del volumen de la célula. Está compuesto aproximadamente de un 70 % de agua mientras que el resto de sus componentes son moléculas que forman una disolución coloidal. Estas moléculas suelen ser macromoléculas.
Al ser un líquido acuoso, el citosol carece de forma o estructura estables, si bien, transitoriamente, puede adquirir dos tipos de formas:
- Una forma con consistencia de gel
- El estado sol, de consistencia fluida.

Los cambios en la forma del citosol se deben a las necesidades temporales de la célula con respecto al metabolismo, y juega un importante papel en la locomoción celular.

## Orgánulos
El citoplasma se compone de orgánulos (u «organelos») con distintas funciones. Entre los orgánulos más importantes se encuentran los ribosomas, las vacuolas y mitocondrias. Cada orgánulo tiene una función específica en la célula y en el citoplasma. El citoplasma posee una parte del genoma del organismo. A pesar de que la mayor parte se encuentre en el núcleo, algunos orgánulos, entre ellos las mitocondrias o los cloroplastos, poseen una cierta cantidad de ADN.

### Ribosomas

Estructura de un ribosoma. Las subunidades mayor (1) y menor (2) están unidas.

Los ribosomas son gránulos citoplasmáticos encontrados en todas las células, y miden alrededor de 20 nm. Son portadores, además, de ARN ribosómico.
La síntesis de proteínas tiene lugar en los ribosomas del citoplasma. Los ARN mensajeros (ARNm) y los ARN de transferencia (ARNt) se sintetizan en el núcleo, y luego se transmiten al citoplasma como moléculas independientes. El ARN ribosómico (ARNr) entra en el citoplasma en forma de una subunidad ribosomal. Dado que existen dos tipos de subunidades, en el citoplasma se unen las dos subunidades con moléculas ARNm para formar ribosomas completos activos.
Los ribosomas activos pueden estar suspendidos en el citoplasma o unidos al retículo endoplásmico rugoso. Los ribosomas suspendidos en el citoplasma tienen la función principal de sintetizar las siguientes proteínas:
1. Proteínas que formarán parte del citosol.
2. Proteínas que construirán los elementos estructurales.
3. Proteínas que componen elementos móviles en el citoplasma.

El ribosoma consta de dos partes, una subunidad mayor y otra menor; estas salen del núcleo celular por separado. Por experimentación se puede inducir que se mantienen unidas por cargas, ya que al bajarse la concentración de Mg+2, las subunidades tienden a separarse.

### Lisosomas
Los lisosomas son vesículas esféricas, de entre 0,1 y 1 μm de diámetro. Contienen alrededor de 50 enzimas, generalmente hidrolíticas, en solución ácida; las enzimas necesitan esta solución ácida para un funcionamiento óptimo. Los lisosomas mantienen separadas a estas enzimas del resto de la célula, y así previenen que reaccionen químicamente con elementos y orgánulos de la célula .
Los lisosomas utilizan sus enzimas para reciclar los diferentes orgánulos de la célula, englobándolas, digiriéndolas y liberando sus componentes en el citosol. Este proceso se denomina autofagia, y la célula digiere estructuras propias que no son necesarias. El material queda englobado por vesículas que provienen del retículo endoplásmico y del aparato de Golgi formando un autofagosoma. Al unirse al lisosoma primario forma un autofagolisosoma y sigue el mismo proceso que en el anterior caso.
En la endocitosis los materiales son recogidos del exterior celular y englobados mediante endocitosis por la membrana plasmática, lo que forma un fagosoma. El lisosoma se une al fagosoma formando un fagolisosoma y vierte su contenido en este, degradando las sustancias del fagosoma. Una vez hidrolizadas las moléculas utilizables pasan al interior de la célula para entrar en rutas metabólicas y lo que no es necesario para la célula se desecha fuera de esta por exocitosis.
Los lisosomas también vierten sus enzimas hacia afuera de la célula (exocitosis) para degradar, además, otros materiales. En vista de sus funciones, su presencia es elevada en glóbulos blancos, debido a que estos tienen la función de degradar cuerpos invasores.

### Vacuolas
La vacuola es un saco de fluidos rodeado de una membrana. En la célula vegetal, la vacuola es una sola y de tamaño mayor; en cambio, en la célula animal, son varias y de tamaño reducido. La membrana que la rodea se denomina tonoplasto. La vacuola de la célula vegetal tiene una solución de sales minerales, azúcares, aminoácidos y a veces pigmentos como la antocianina.
La vacuola vegetal tiene diversas funciones:
- Los azúcares y aminoácidos pueden actuar como un depósito temporal de alimento.
- Las antocianinas tienen pigmentación que da color a los pétalos.
- Generalmente poseen enzimas y pueden tomar la función de los lisosomas.

La función de las vacuolas en la célula animal es actuar como un lugar donde se almacenan proteínas; estas proteínas son guardadas para su uso posterior, o más bien para su exportación fuera de la célula mediante el proceso de exocitosis. En este proceso, las vacuolas se funden con la membrana y su contenido es trasladado hacia afuera de la célula. La vacuola, además, puede ser usada para el proceso de endocitosis; este proceso consiste en transportar materiales externos de la célula, que no son capaces de pasar por la membrana, dentro de la célula.

### Retículo endoplasmático
El retículo endoplasmático es un complejo sistema y conjunto de membranas conectadas entre sí, que forma un esqueleto citoplásmico. Forman un extenso sistema de canales y mantienen unidos a los ribosomas. Su forma puede variar, ya que su naturaleza depende del arreglo de células, que pueden estar comprimidas u organizadas de forma suelta.

Imagen de un núcleo, el retículo endoplasmático y el aparato de Golgi.
(1) Núcleo
(2) Poro nuclear
(3) Retículo endoplasmático rugoso (RER)
(4) Retículo endoplasmático liso (REL)
(5) Ribosoma en el RER
(6) Proteínas siendo transportadas
(7) Vesícula (transporte)
(8) Aparato de Golgi
(9) Lado cis del aparato de Golgi
(10) Lado trans del aparato de Golgi
(11) Cisternas del aparato de Golgi.

Es un conjunto de cavidades cerradas de forma muy variable: láminas aplanadas, vesículas globulares o tubos de aspecto sinuoso. Estos se comunican entre sí y forman una red continua separada del hialoplasma por la membrana del retículo endoplasmático. En consecuencia, el contenido del líquido del citoplasma queda dividido en dos partes: el espacio luminar o cisternal contenido en el interior del retículo endoplasmático y el espacio citosólico que comprende el exterior del retículo endoplasmático.
Sus principales funciones incluyen:
- Circulación de sustancias que no se liberan al citoplasma.
- Servir como área para reacciones químicas.
- Síntesis y transporte de proteínas producidas por los ribosomas adosados a sus membranas (RER únicamente).
- Glicosilación de proteínas (RER únicamente).
- Producción de lípidos y esteroides (REL únicamente).
- Proveer como un esqueleto estructural para mantener la forma celular.

#### Retículo endoplasmático rugoso
Cuando la membrana está rodeada de ribosomas, se le denomina retículo endoplasmático rugoso (RER). El RER tiene como función principal la síntesis de proteínas, y es precisamente por esa razón que se da más en células en crecimiento o que segregan enzimas. Del mismo modo, un daño a la célula puede hacer que haya un incremento en la síntesis de proteínas, y que el RER tenga formación, previsto que se necesitan proteínas para reparar el daño.
Las proteínas se transforman y desplazan a una región del RER, el aparato de Golgi. En estos cuerpos se sintetizan, además, macromoléculas que no incluyen proteínas.

#### Retículo endoplasmático liso
En la ausencia de ribosomas, se le denomina retículo endoplasmático liso (REL). Su función principal es la de producir los lípidos de la célula, concretamente fosfolípidos y colesterol, que luego pasan a formar parte de las membranas celulares. El resto de lípidos celulares (ácidos grasos y triglicéridos) se sintetizan en el seno del citosol; es por esa misma razón que es más abundante en células que tengan secreciones relacionadas, como, por ejemplo, una glándula sebácea. Es escaso, sin embargo, en la mayoría de las células.

### Aparato de Golgi
El aparato de Golgi, nombrado por quien lo descubrió, Camillo Golgi, tiene una estructura similar al retículo endoplasmático; pero es más compacto. Está compuesto de sacos de membrana de forma discoidal y está localizado cerca del núcleo celular.
Un dictiosoma es el nombre al que se le da a cada pila de sacos. Miden alrededor de 1 µm de diámetro y agrupa unas 6 cisternas, aunque en los eucariotas inferiores su número puede llegar a 30. En las células eucarióticas, el aparato de Golgi se encuentra más o menos desarrollado, según la función que desempeña . En cada caso el número de dictiosomas varía desde unos pocos hasta numerosos.

Diagrama del sistema endomembranoso de una célula eucariota.

El aparato de Golgi está formado por una o más series de cisternas ligeramente curvas y aplanadas limitadas por membranas, y a este conjunto se conoce como apilamiento de Golgi o dictiosoma. Los extremos de cada cisterna están dilatados y rodeados de vesículas que o se fusionan con este comportamiento, o se separan del mismo mediante gemación.
El aparato de Golgi está estructuralmente y bioquímicamente polarizado. Tiene dos caras distintas: la cara cis, o de formación, y la cara trans, o de maduración. La cara cis se localiza cerca de las membranas del RE. Sus membranas son finas y su composición es similar a la de las membranas del retículo. Alrededor de ella se sitúan las vesículas de Golgi, denominadas también vesículas de transición, que derivan del RE. La cara trans suele estar cerca de la membrana plasmática. Sus membranas son más gruesas y se asemejan a la membrana plasmática. En esta cara se localizan unas vesículas más grandes, las vesículas secretoras.
Sus funciones son variadas:
- Modificación de sustancias sintetizadas en el RER:[22] en el aparato de Golgi se transforman las sustancias procedentes del RER. Estas transformaciones pueden ser agregaciones de restos de carbohidratos para conseguir la estructura definitiva o para ser proteolizados y así adquirir su conformación activa. Por ejemplo, en el RER de las células acinosas del páncreas se sintetiza la proinsulina que debido a las transformaciones que sufre en el aparato de Golgi, adquirirá la forma o conformación definitiva de la insulina. Las enzimas que se encuentran en el interior de los dictiosomas son capaces de modificar las macromoléculas mediante glicosilación (adición de carbohidratos) y fosforilación (adición de fosfatos). Para ello, el aparato de Golgi transporta ciertas sustancias como nucleótidos y azúcares al interior del orgánulo desde el citoplasma. Las proteínas también son marcadas con secuencias señal que determinan su destino final, como por ejemplo, la manosa-6-fosfato que se añade a las proteínas destinadas a los lisosomas.
- Producir glicoproteínas requeridas en la secreción al añadir un carbohidrato a la proteína.
- Producir enzimas secretoras, como enzimas digestivas del páncreas: las sustancias atraviesan todos los sáculos del aparato de Golgi y cuando llegan a la cara trans del dictiosoma, en forma de vesículas de secreción, son transportadas a su destino fuera de la célula, atravesando la membrana citoplasmática por exocitosis. Un ejemplo de esto son los proteoglicanos que conforman la matriz extracelular de los animales. El aparato de Golgi es el orgánulo de mayor síntesis de carbohidratos. De esto se encargarán las enzimas del Golgi por medio de un residuo de xilosa. Otra forma de marcar una proteína puede ser por medio de la sulfatación de una sulfotransferasa, que gana una molécula de azufre de un donador denominado PAPS. Este proceso tiene lugar en los GAGs de los proteoglicanos así como en los núcleos de las proteínas. Este nivel de sulfatación es muy importante para los proteoglicanos etiquetando funciones y dando una carga neta negativa al proteoglicano.
- Segregar carbohidratos como los usados para restaurar la pared celular.

Esquema de una mitocondria.
(1) membrana interna
(2) membrana externa
(3) espacio entre membranas
(4) matriz.

- Transportar y almacenar lípidos.
- Formar lisosomas primarios.

### Mitocondria
La mitocondria es un orgánulo que puede ser hallado en todas las células eucariotas, aunque en células muy especializadas pueden estar ausentes. El número de mitocondrias varía según el tipo celular, y su tamaño es generalmente de entre 5 μm de largo y 0,2 μm de ancho.
Están rodeadas de una membrana doble. La más externa es la que controla la entrada y salida de sustancias dentro y fuera de la célula y separa el orgánulo del hialoplasma. La membrana externa contiene proteínas de transporte especializadas que permiten el paso de moléculas desde el citosol hacia el interior del espacio intermembranoso.
Las membranas de la mitocondria se constituyen de fosfolípidos y proteínas. Ambos materiales se unen formando un retículo lípido proteico. Las mitocondrias tienen distintas funciones:
- Oxidación del piruvato a CO2m acoplada a la reducción de los portadores electrónicos nad+ y fad (a nadh y fadh2)
- Transferencia de electrones desde el nadh y fadh2 al o2, acoplada a la generación de fuerza protón-motriz
- Utilización de la energía almacenada en el gradiente electroquímico de protones para la síntesis de ATP por el complejo f1 f0.

La membrana interna está plegada hacia el centro, dando lugar a extensiones denominadas cristas, algunas de las cuales se extienden a todo lo largo del orgánulos. Su función principal es ser principalmente el área donde los procesos respiratorios tienen lugar. La superficie de esas cristas tienen gránulos en su longitud.
El espacio entre ambas membranas es el espacio intermembranoso. El resto de la mitocondria es la matriz. Es un material semi-rígido que contiene proteínas, lípidos y escaso ADN.

#### Matriz
La matriz consta de una composición de material semifluido. Tiene una consistencia de gel debido a la presencia de una elevada concentración de proteínas hidrosolubles, y se conforma de un 50 % de agua e incluye:
- Moléculas de ADN (el ADN mitocondrial), doble y circular, que contiene información para sintetizar un buen número de proteínas mitocondriales.
- Moléculas de ARN mitocondrial formando los mitorribosomas, distintos del resto de los ribosomas celulares.
- Ribosomas (los mitorribosomas), que se localizan tanto libres como adosados a la membrana mitocondrial interna. Son semejantes a los ribosomas bacterianos.
- Iones, calcio y fosfato, ADP, ATP, coenzima-A y gran cantidad de enzimas.[6]

#### Membrana interna
Esta membrana de la mitocondria tiene una superficie mayor debido a las crestas mitocondriales. Tiene una mayor riqueza de proteínas que otras membranas celulares. Entre sus lípidos no hay colesterol, y es rica en un fosfolípido poco frecuente, la cardiolipina.
Sus proteínas son variadas, pero se distinguen:
- Las proteínas que forman la cadena que transporta los electrones hasta el oxígeno molecular (cadena respiratoria)
- Un complejo enzimático, la ATP-sintasa, que cataliza la síntesis de ATP y está formada por tres partes: Una esfera de unos 9 nm de diámetro. Es la parte catalítica del complejo y se denomina factor F.
- Las proteínas transportadoras, que permiten el paso de los iones y moléculas a través de la membrana mitocondrial interna, bastante impermeable al paso de los iones.

#### Membrana externa
La membrana externa de la mitocondria tiene parecido a otras membranas celulares, en especial a la del retículo endoplasmático. Entre sus componentes sobresaltan:
- Proteínas, que forman grandes "canales acuosos o porinas", lo que la hace muy permeable, al contrario de lo que ocurre con la membrana mitocondrial interna.
- Enzimas, como las que activan los ácidos grasos para que sean oxidados en la matriz.

#### Espacio intermembranoso
Su composición es parecida a la del hialoplasma. Entre sus funciones existen:
- Oxidaciones respiratorias.
- Síntesis de proteínas mitocondriales. Esta función se realiza del mismo modo que la síntesis de proteínas en el hialoplasma.

### Peroxisomas

Estructura básica de un peroxisoma.

Los peroxisomas (o microcuerpos) son cuerpos con membrana, esféricos, con un diámetro de entre 0,5 y 1,5 μm. Se forman por gemación a partir del retículo endoplasmático liso. Además de ser granulares, no tienen estructura interna. Tienen un número de enzimas metabólicamente importante, en particular la enzima catalasa, que cataboliza la degradación de peróxido de hidrógeno. Debido a esto se les da el nombre de peroxisomas. La degradación de peróxido de hidrógeno es representada en una ecuación.
{\displaystyle H_{2}O_{2}+R'H_{2}\longrightarrow R'+2H_{2}O}
Llevan a cabo reacciones de oxidación que no producen directamente energía utilizable por el resto de la célula (no generan ATP). En los peroxisomas también se degradan purinas, y en las plantas, intervienen en la fotorrespiración. También se sintetiza agua oxigenada (H2O2), y es metabolizada dentro del peroxisoma.